# Pascal Fauvel
Pour les articles homonymes, voir Fauvel.
Pascal Fauvel, né le 8 avril 1882 à Béthisy-Saint-Pierre (Oise) et mort le 22 octobre 1942 à Béthisy-Saint-Pierre, est un archer français.

## Biographie
Pascal Fauvel participe aux épreuves de tir à l'arc aux Jeux olympiques d'été de 1920 à Anvers. Il remporte deux médailles d'argent en 33 mètres par équipe et en 50 mètres par équipes ainsi qu'une médaille de bronze en 28 mètres par équipe.